# Ruth Lowe
Ruth Lowe (12 de agosto de 1914 – Toronto, 4 de janeiro de 1981) foi uma pianista canadense e compositora. Ela escreveu a canção "I´ll Never Smile Again" depois que seu marido morreu durante uma cirurgia. A canção foi interpretada por diversos artistas, incluindo Frank Sinatra e The Ink Spots.

## Biografia
Depois de passar a infância e adolescência na Califórnia, EUA, Ruth Lowe se mudou para Toronto no Canadá, em 1930, onde passou a trabalhar em uma loja de discos e partituras musicais durante o dia e a se apresentar nos clubes noturnos locais, durante a noite, sob o pseudônimo de Nancy Lee. 
Em 1935, Ina Ray Hutton e sua orquestra formada só por jovens mulheres, The Melodears, estavam se apresentando em Toronto, quando sua pianista ficou doente. Ina procurou, freneticamente, por uma substituta que fosse loira e bonita, para evitar o cancelamento da turnê canadense. Depois de uma audição, Ruth Lowe tornou-se a pianista oficial da banda de Ina Ray. Mudou-se com a banda para os EUA, e no ano seguinte se naturalizou estadunidense. (Em 1942, ela se tornaria novamente cidadã canadense)
Em 1937 ela abandonou as Melodears e tornou-se pianista da agência de publicidade Bregman, Vocco and Conn em Chicago. Aos 23 anos (1938), Ruth se casou com Harold Cohen, um músico de chamadas publicitárias. O casamento duraria apenas um ano, sendo interrompido tragicamente com a morte de Harold durante uma cirurgia em 1939. 
Profundamente abalada, Ruth retornou ao Canadá, onde compôs a canção chamada I'll Never Smile Again em homenagem ao seu falecido marido. A primeira audição pública da canção aconteceu na rádio canadense CBC (Canadian Broadcasting Corporation's), no programa Music By Faith, com arranjos do então desconhecido músico canadense Percy Faith. Aproximadamente, um ano depois Ruth entregou uma cópia da partitura da canção ao saxofonista da banda de Tommy Dorsey, na esperança de que Dorsey ouvisse a canção. Dorsey percebeu que tinha nas mãos uma boa canção, e escreveu um arranjo para ser cantada pelo seu jovem cantor: Frank Sinatra. Esse foi o primeiro grande sucesso musical da extensa carreira de Sinatra. A canção inaugurou a lista de singles mais vendidos da Billboard na primeira posição.  
Posteriormente, Ruth iria compor outro sucesso de Frank Sinatra Put Your Dreams Away, que ficaria marcada como uma música de Sinatra (tocada inclusive em seu funeral).
Em 1945, Ruth se casou novamente, desta vez com Nathan Sandler. Ela e Sandler tiveram dois filhos Tommy e Stephen. Em 1982, um ano após a sua morte, ela foi homenageada com um premio Grammy honorário.